# Cussy-la-Colonne
Cussy-la-Colonne ist eine französische Gemeinde mit 44 Einwohnern (Stand 1. Januar 2022) im Département Côte-d’Or in der Region Bourgogne-Franche-Comté (vor 2016 Burgund). Sie gehört zum Arrondissement Beaune und zum Kanton Arnay-le-Duc.

## Lage
Cussy-la-Colonne liegt etwa 40 Kilometer südwestlich von Dijon. Nachbargemeinden von Cussy-la-Colonne sind Montceau-et-Écharnant im Norden, Saint-Romain im Osten und Südosten sowie Val-Mont im Süden und Westen.

## Bevölkerungsentwicklung
| Jahr                       | 1962 | 1968 | 1975 | 1982 | 1990 | 1999 | 2006 | 2011 | 2019 |
| Einwohner                  | 50   | 43   | 43   | 52   | 47   | 41   | 52   | 54   | 40   |
| Quellen: Cassini und INSEE |      |      |      |      |      |      |      |      |      |

## Sehenswürdigkeiten

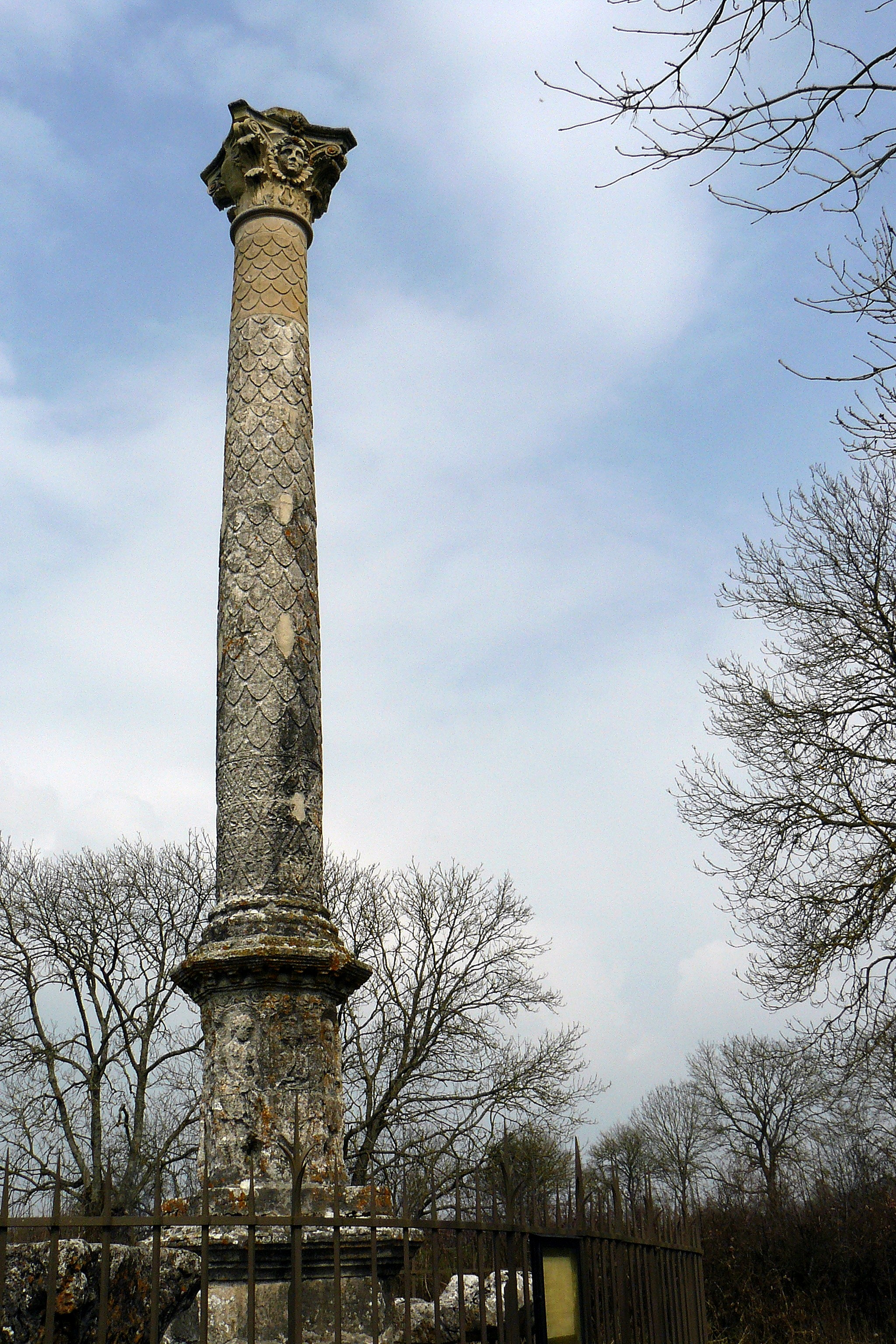
Jupitergigantensäule

- Kirche Saint-Symphorien
- Jupitergigantensäule